# Roma kloster

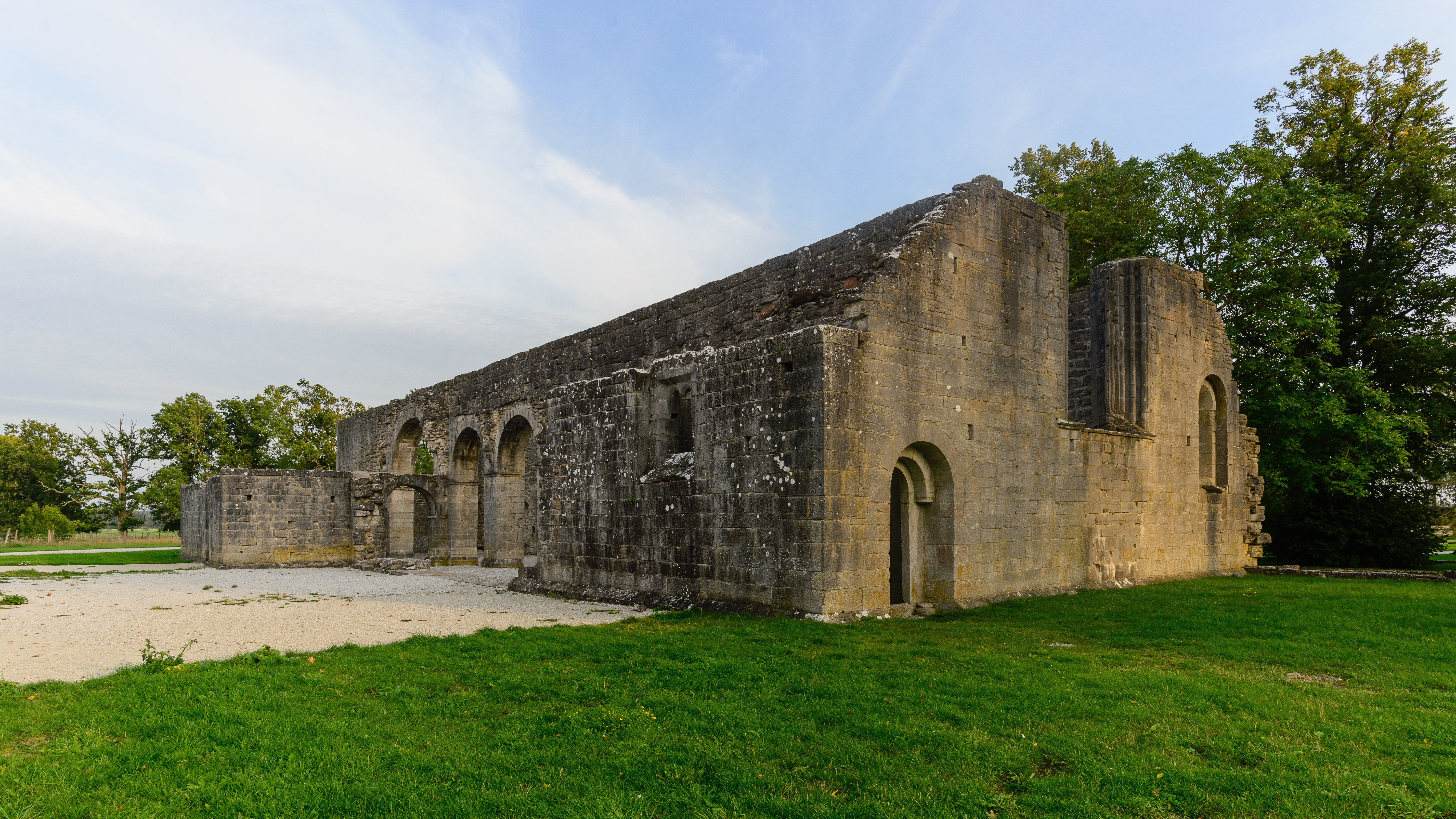
Ruinen efter klosterkyrkan.

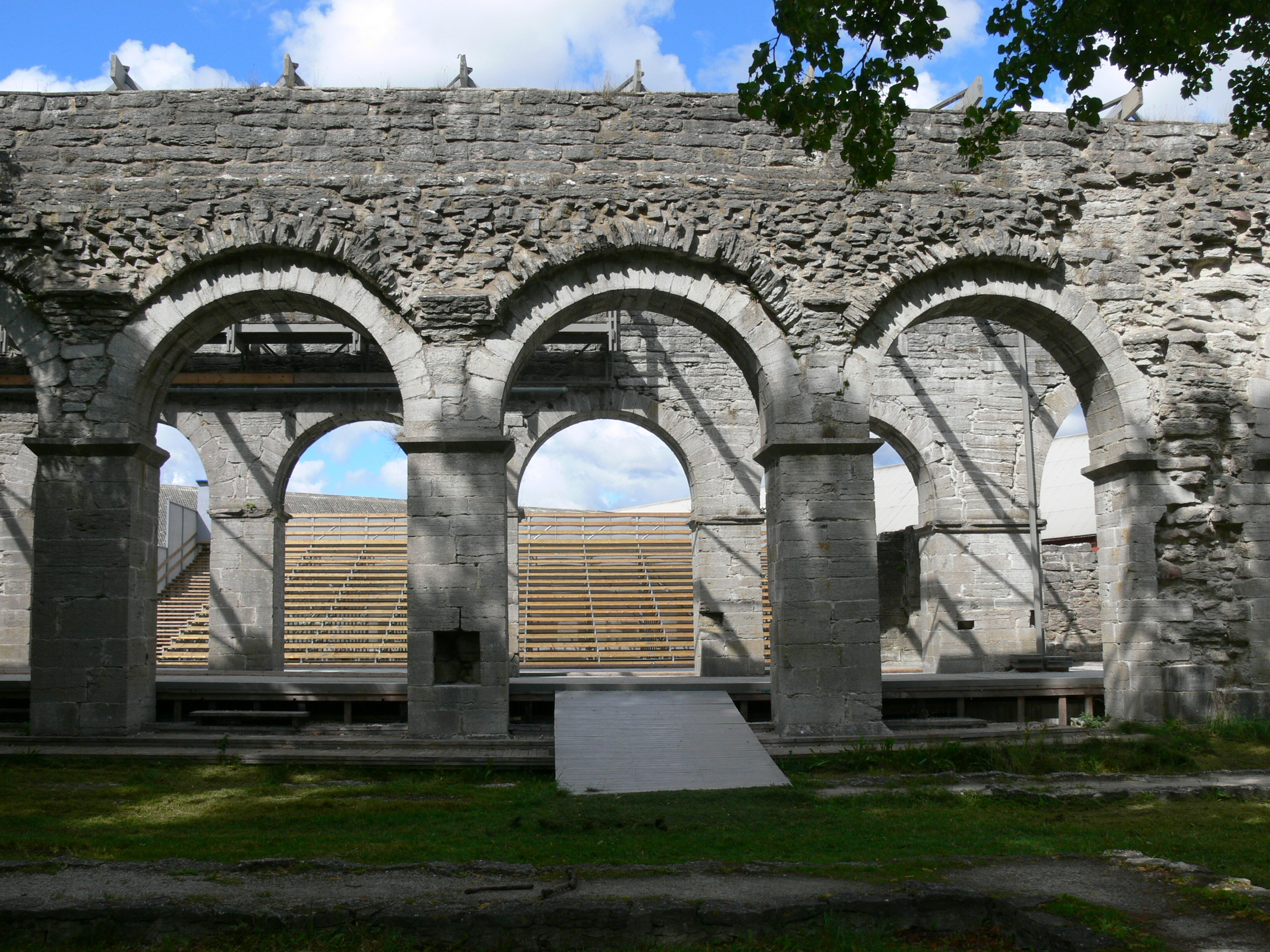
Ruinen efter klosterkyrkan, från söder.

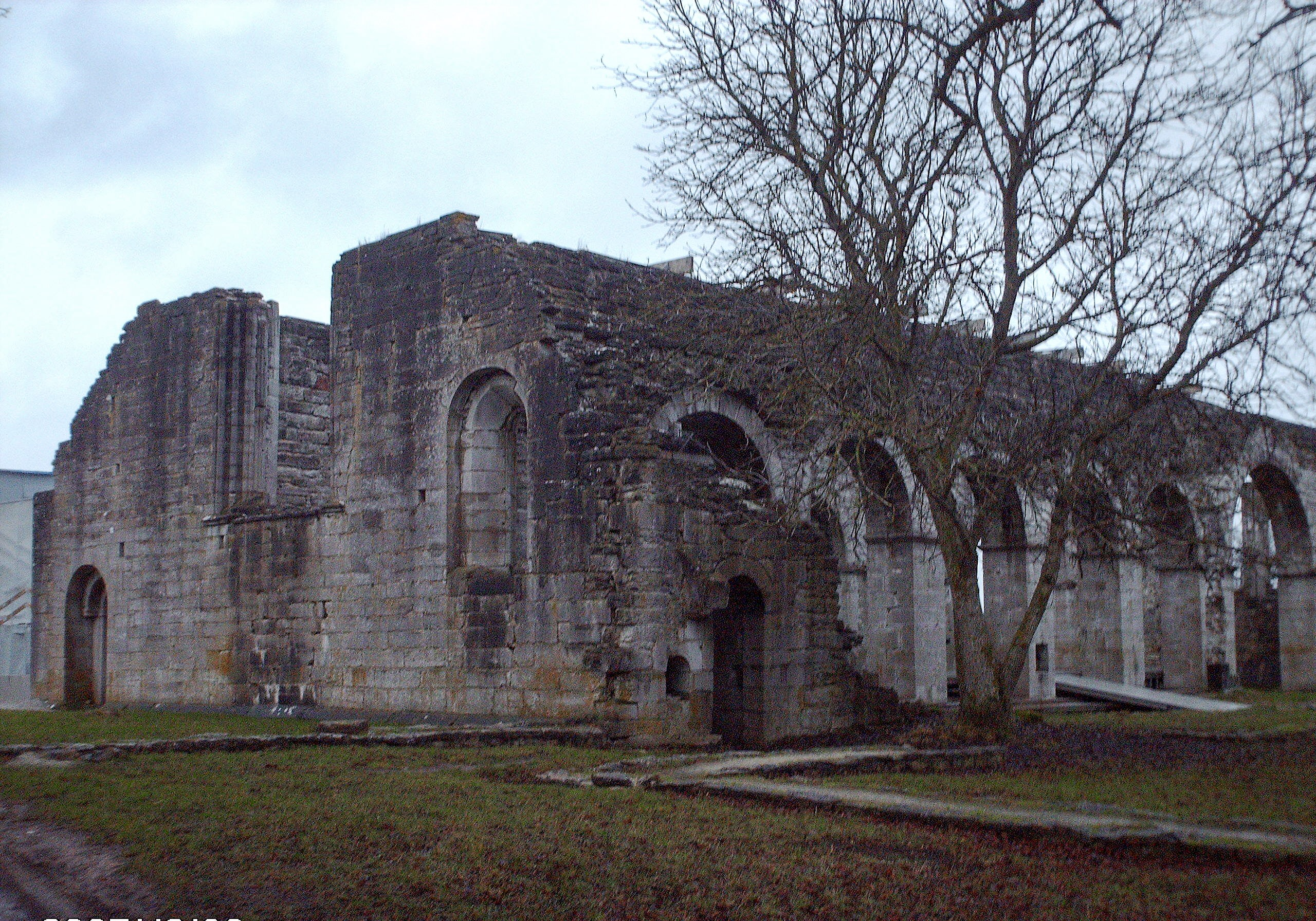
Ruinen efter klosterkyrkan, från sydväst.

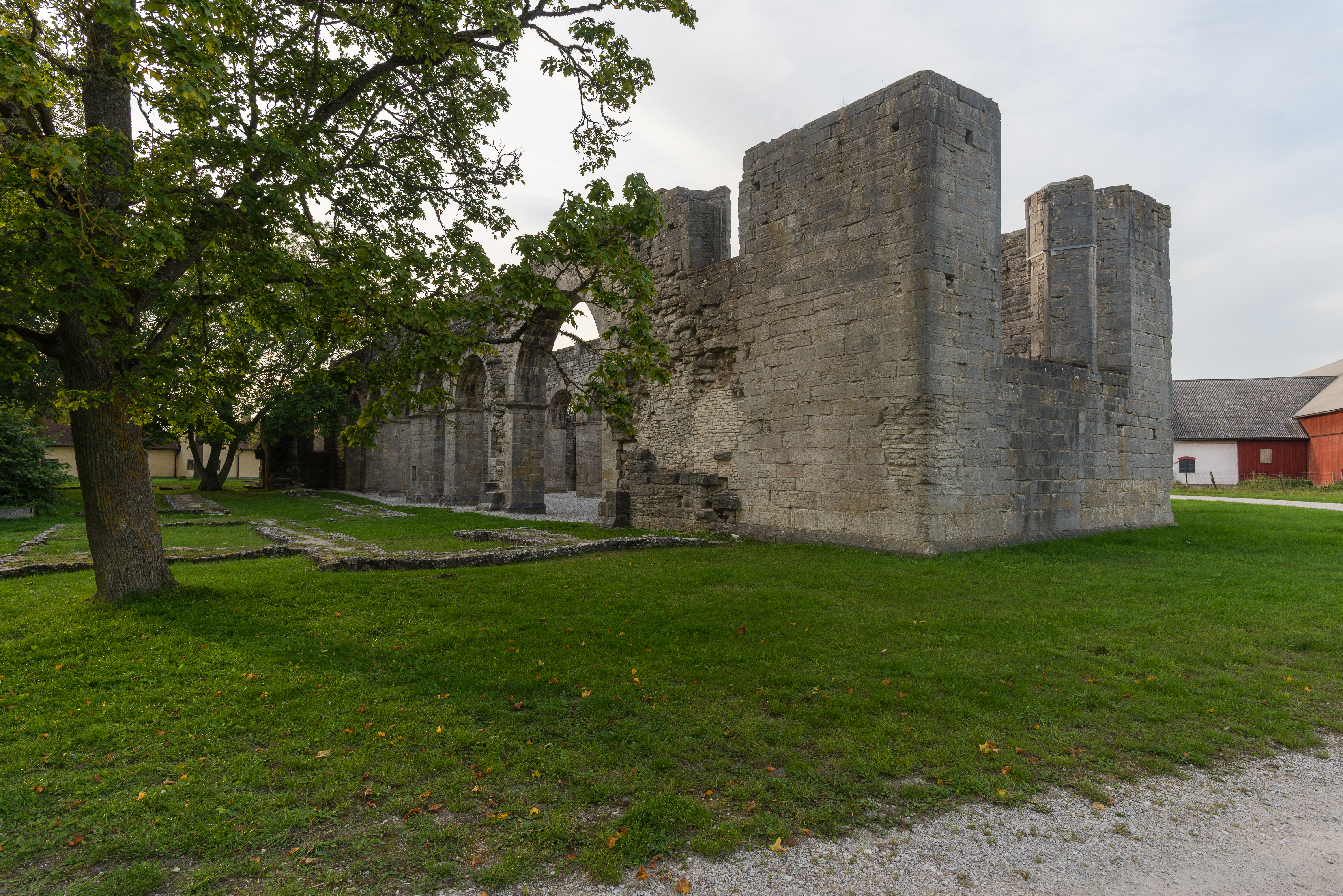
Ruinen från nordväst.

Roma kloster var ett munkkloster tillhörande cisterciensorden på mellersta Gotland, nära det som nu är samhället Roma, omkring två mil sydost om Visby. Klostret grundades 1163 eller 1164 av munkar från Nydala kloster på platsen för det gotländska tinget, Gutnaltinget; därav klostrets medeltida namn, Monasterium Beatae Mariae Gutnaliae (jämför artikeln om allting). 
Roma kloster bestod av en kyrka (vars ruiner är synliga idag), bostäder för munkar och lekbröder samt en byggnad med kök och matsal. Endast fåtal dokument som beskriver klostrets historia finns bevarade. Dess förste kände abbot, Petrus, var personlig lärjunge till Bernhard av Clairvaux. Till skillnad från moderklostret var Roma kloster förmöget redan från början av 1200-talet och ägde stora egendomar i såväl Estland som på Gotland och Öland. Munkarna sålde jordbruksprodukter i Visby och exporterade också till andra Hansastäder. Från 1400-talet är klostret framför känt som Roma kloster. 
Klostrets betydelse visas bland annat av att klostrets abbot och två prostar på Gotland 1213 fick i uppdrag av påven Innocentius III att döma i tvister mellan svärdsriddarna i Livland och deras vedersakare. 1419 vädjade abboten Johannes av Roma till Tyska ordens högmästare Michael Küchmeister i Marienburg om hjälp mot den livländske ordensmästaren Siegfried Lander von Spanheims försök att beskatta klostergodsen. 1491 klagade abboten Hans till unionskonungen Hans efter att Sten Sture den äldre tagit de öländska godsen i besittning. Förmodligen sammanhängde detta med fejden 1487, då Sten Sture erövrade ön från Ivar Axelsson (Tott). 
Klostrets siste abbot, Johannes Bohnsack, tvingades 1519 att avstå de estländska godsen till Kristian II. Ersättning skulle erhållas i Skåne, men uteblev säkerligen. Några år senare, senast 1531 i samband med reformationen, blev klostret helt konfiskerat av kronan. Klostret blev då Roma kungsgård och brukades av länsherrar som försåg danske kungen och hans hov med livsmedel. Bohnsack blev samtidigt kyrkoherde i det närbelägna Hälla (eller Björke) och levde fortfarande 1547. I samband med freden i Brömsebro 1645 blev Gotland svenskt och fram till 1832 disponerades kungsgården av öns landshövdingar som löneförmån. 
Klosterbyggnaderna stod kvar ganska orörda på 1500- och 1600-talen. På 1730-talet byggde dock landshövding Johan Didrik Grönhagen en ny mangårdsbyggnad och tog sten från klosterruinerna. Valven på klosterkyrkan – en präktig kalkstensbyggnad från klostrets första århundrade i typisk cisterciensstil efter mönstret av Fontenay i Burgund – raserades då, och kyrkan inreddes till ladugård. I början av 1800-talet lät landshövding Cederström riva sidoskeppens yttermurar ytterligare. Ladugårdsinredningen togs bort efter en eldsvåda 1898. 
Idag finns bara enstaka synliga rester av de ursprungliga klosterbyggnaderna söder om kyrkoruinen. Utgrävningar 1961, 1966-67 och 1990 samt markradarundersökningar 2015-16 har dock avslöjat deras läge. Vid en kompletterade undersökning av klostrets kapitelsal (2017) undersöktes två gravar. Efter undersökningarna 1990 uppfördes låga murar för att markera klostergårdens grundplan. Själva kyrkan är en välbevarad och delvis rekonstruerad ruin. Den används sommartid som friluftsteater av teaterensemblen Romateatern.